# シャドウミラー
- スーパーロボット大戦A > シャドウミラー
- 無限のフロンティア スーパーロボット大戦OGサーガ > シャドウミラー
- バンプレストオリジナル > バンプレストオリジナルのキャラクター一覧 > シャドウミラー

シャドウミラー（英語: Shadow-Mirrors）とは、ゲームシリーズ「スーパーロボット大戦シリーズ」に登場する架空の軍隊である。

## 概要
「極めて近く、そして限りなく遠い世界」であるパラレルワールドの地球に存在していた、地球連邦軍特別任務実行部隊(EFA Special Task Force team)。隊長はヴィンデル・マウザー。彼らが元いた「向こう側」では、平和が続いたために次第に世界が腐敗していった（らしい）ため、永遠の闘争こそが文明を発展させるという考えの元に反乱を起こすも失敗し、空間跳躍装置で「こちら側」の世界へ逃亡してきた。「こちら側」での目論見はあくまでテストケースであり、やがては増強した兵力を持って元の世界に戻ることが最終目的であった。そのために様々な勢力にスパイを送り込み、手を結んでは様々な戦争の引き金を引いた。

## 人物
英字キャラクター名称は北米版『OG』における表記。

### アクセル・アルマー
Axel Almer
声：神奈延年
初出は『スーパーロボット大戦A』。同作品の主人公の一人。並行世界から来たシャドウミラーの特殊部隊隊長で、優れた操縦技術と体術を有している。年齢は推定22 - 23歳。作品やプレイヤーの選択によって大きく性格や立ち位置が変わるので、個別に説明する。名前の由来は、ナイフメーカー「アル・マー」から。
『A』主人公
「ゲシュペンスト」、「レモン」、「こちら側」、「ロンド・ベル」という断片的なキーワードしか覚えていない記憶喪失の青年。性格は至って楽観的で、女性と見れば間の抜けたモーションをかけてはフラれ、「リンダみたいに励ましてくれる娘がいたらなぁ」とケーンを羨むタップとライトを励まそうと、気色の悪い声援を送るがすげなくあしらわれるなど、三枚目を演じていた。語尾に「○○なんだな、これが」とつける癖があり、普段は記憶を取り戻す気が無いかのような気楽な態度だが、記憶に関するキーワードや情報を収集する際などには内心で冷徹な計算をしてるような面を見せていた。
戦いの中、ヴィンデルが乗るツヴァイザーゲインを目撃し、自分が次元転移装置によって並行世界（向こう側）からやってきた、シャドウミラー隊の特殊任務実行部隊の隊長であるという記憶を取り戻す。このことから本来の任務であるスパイとしての自分に戻ろうとしたが、軍隊としては非効率ながら危険を冒してでも仲間を助けるというようなロンド・ベル隊特有の「甘さ」を受け入れている自分自身に苦悩する。結局、組織の命令を実行しようとしたが土壇場で組織を裏切り、仲間を救うために自爆した。その後、脱出ポッドを恋人のレモンに回収されたことで九死に一生を得るが、シャドウミラーには戻らずレモン、上官にして戦友であるヴィンデルとも決別、再びロンド・ベルの仲間とともに戦う道を選ぶ。しかし、レモンとは敵対関係となった後にも戦いの際に含むような物言いをしたり、互いに複雑な思いがあったようで、レモン機撃破時には機体からの脱出を促し、彼女の最期の言葉にも「戦争の無い世界で出会っていたら…」と呟いていた。
記憶回復後には本来持っていた冷静な人格を見せるが、記憶を取り戻してからもしばらくは記憶がない振りを続けたためか、「○○だ、これがな」と若干変化した形で口癖が残ってしまう。性格面も、記憶喪失時のようなおふざけを見せるなど人間性に余裕が出たキャラになっている。反面、シャドウミラー在籍時の行いに対して強い罪悪感を持っており、あえてその罪を告白したり、自分の命を軽んじた行動を取ったりもした。同主人公でもあるラミアはWナンバーでは唯一決着がつかなかったため、特別な相手としてライバル視したが、彼女は最後まで命令に忠実なだけの「人形」のままだったことに悲しみを見せた。
乗機はソウルゲイン、ヴァイサーガ、アシュセイヴァー、ラーズアングリフの中から選択。
なお、リアル系を選択した場合のみニュータイプ技能が設定されるがPSP版『A PORTABLE』では削除されている（同作のヴィンデル、レモンなども同様）。
『A』ライバル
クールな性格で、ヴィンデルらシャドウミラーの任務をこなすことを目的とし、他の事柄にさほど興味を見せない冷めた男。各組織への潜入任務なども取りしきっており、作中の重大事件にも関わるなど暗躍した。レモンとは恋人同士だが、成り行きでそうなっただけといっている。Wナンバーのことは「人形風情」と軽く見ているが、唯一決着が付かなかったラミア(W17)をライバル視していた。最終決戦直前に敗れた際には脱出を促されるが「敗者には死を」という信念を貫き脱出を拒んだ。そんな姿こそがラミアに「人形のようだ」と指摘され、人形と言った相手に人形と言われる自分を嘲笑い、最期に「俺は望んで人形になった。なら、人形のお前（ラミア）は何になることを望む?」という問いを残し、機体の爆破に呑まれていった。搭乗機はラミアの機体によって変わる。
『OG2』
基本的に『A』ライバルが元になっている。「向こう側」から一番後に転移したが、時空のずれで一番先に「こちら側」に転移してきた。時期的には『OG』の最終決戦である｢オペレーションSRW｣の最中であり、戦闘にも参加したらしいが、『OG2』開始時まで機体の破損や負傷で動ける状態になかった。「向こう側」のキョウスケ（ベーオウルフ）との間に因縁があり、アルトアイゼンとキョウスケを倒すことに固執している。『OGS』で敗北後はベーオウルフではなく、キョウスケと呼ぶようになった。
Wシリーズのことを快く思っておらず、自我を持ったWナンバーはことごとく隊への背信行為を行っているため、不信感を募らせている。
『A』同様、ラミアに「人形のようだ」と言い返され、自嘲するシーンがある。
『OGS』以降のOGシリーズ
地球連邦軍特殊任務実行部隊・特殊処理班の隊長。立場などは『OG2』と同じだが、性格の変更に伴いほぼ全てのテキストが一新され、『OG2』ではWナンバーの失態や命令違反に憤っていたシーンが『OGs』では諫言しつつも一定の理解を示す発言に差し替えられている。また、本来は記憶回復後の口癖である「- これが(こいつが)な」をたびたび使うなど、口調も変わっている。
ホワイトスターで敗北した際ラミアに対して「人形に余計な感情を捨て、闘争の中に生きたかった」と語るなど、軍隊に自分の存在意義を見出したプロの兵士・指揮官といった性格が色濃くなり、ヴィンデルやシャドウミラーへの共感もそれを起因としたものであった。特に『OGIN』でもこの性格が反映され、ヴィンデルとは上下関係を越えた戦友としての絆がゲーム版以上に強く描写されている。『OGクロニクル』においては「向こう側」で自分を庇って死んだ戦友の「こちら側」での子供を救出するという義理堅い一面も見せた。
「向こう側」でラウルやフィオナと戦闘を行い、フィオナを生死不明にしてラウルの怒りを買うが、その怒りを受け入れ逆に自分の信念を聞かせているが、本人は後に演説めいたことを言ってしまったと自嘲。「戦争は必ず死別や憎悪、悲しみを生むもので、それらを背負うのは戦場に生きる者として当然のこと」と考えており、ラミアが「キョウスケは再起不能」という虚報を顔色一つ変えず平然と口にしたときには、その嘘を見抜き激しい怒りを見せたり、こちら側のキョウスケが「向こう側」のキョウスケ（ベーオウルフ）と同じ、異常な存在になることを危惧しており、それを防ぐために戦いを挑む等、上記のように性格や設定が大幅に変更・修正されておりWナンバーに対しても良くは思っていないものの全否定ではなく、戦いを通じて明確な自我を得た彼らを戦場に生きる仲間として気遣ったり、諭したりするような発言に変更されている。
その後、ホワイトスターでの最終決戦で敗れ、死んだと思われていたが、大破したソウルゲインの中でかろうじて生きており、クライ・ウルブズによって回収される。しかしその直後、ホワイトスターがアインスト空間へ転移する騒動の中で手放され宇宙をさまよい、死を覚悟するが精神体となったアルフィミィによって助けられ（アクセルの意思の力とソウルゲインの自己再生能力を利用してアルフィミィとペルゼインの力でアクセルを再生した）、再びクライ・ウルブズに回収され、イタリアのトーチカで意識不明のまま眠り続けていた。しかし、修羅やデュミナスらによって再び戦乱が起こった際に目を覚まし、時代は自分達が行おうとして失敗した「闘争の世界」になりつつあることを知り皮肉を感じる。もはや敗れた自分の出る幕ではないと傍観を選ぼうとするが、トーチカが襲撃された際にエリック・ワンからの依頼を受け、修復されたソウルゲインを駆り、復活したアルフィミィとともに再び戦いへと身を投じる。既にシャドウミラーが壊滅している中で自分が生き残ったことに悩む一面も見せたが、あっさりと振り切っている。作中ではプレイヤー部隊との同行の誘いを断って単独行動を行い（後に合流）、事情の説明を求められた際にも、話すのは苦手だから相手の想像に任せる等々、利己的な態度が目立つようになった。エクセレン同様アインスト（アルフィミィ）に蘇生させられたためか、アインストが変化したイェッツトに対してわずかに感応する場面が見られた。またデュナミスに操られていたラミアを救出した際は非情になりきれないキョウスケの甘さを叱咤すると同時に、指揮官としての覚悟を促した。同時にラミアに対してもナンバーではなく名前で呼ぶことが多くなり、「今もこれからもレモンの希望であることを忘れるな」と諭した。
『OGs』『OG外伝』とも記憶が回復した時とライバル時のものを混ぜたようなキャラクターだが、基本的に『A』のキャラクターとは別人となっている。
アニメ版である『OGIN』ではこのキャラクターを踏襲しているが、シャドウミラーとの決戦では死亡せず、次元転移で出現した「ベーオウルフ」との戦闘でキョウスケ達となし崩し的に共闘。クレイモアを受けて大破したソウルゲイン諸共吹き飛ばされ、消息・生死共に不明となる。ソウルゲインの修理中、アシュセイヴァーに搭乗する期間が長い。
『第2次OG』ではルイーナによって地球と宇宙が分断された直後、アルフィミィと共にEFから「こちら側」の宇宙空間に帰還し、彼女によってハガネに預けられる。地球にあるソウルゲインを回収するため戦力不足の鋼龍戦隊に協力する（この間はヴァイサーガに搭乗）。ソウルゲインと機体コンセプトや操作体系が類似する雷鳳のパイロットであるトウマの訓練指導を任されて当初は乗り気でなかったものの、実際に始めると周囲を驚かすほど熱心かつ的確に指導して、教官としても優れている様子を見せている。
通常のエンディングではアレス・ガイストに取り込まれたアルフィミィを救うため、消息不明になったドゥバンを追う。真のエンディングではトウマの頼みもあって、アルフィミィと共にクロガネとの一員となる。
メイン搭乗機はソウルゲイン。一部マップではラーズアングリフ、アシュセイヴァー、ヴァイサーガを使用する。味方時は『OG外伝』ではソウルゲイン固定で乗り換え不可だったが、『第2次OG』よりシャドウミラー系の機体であれば乗り換えが可能となっている。
『無限のフロンティアEXCEED』
本家『OG』の世界に現れた謎のアメーバに捕まったアルフィミィを救うべく、コウタと共にゲートに突入。エンドレス・フロンティアに転移してしまうが、転移のショックで名前以外の記憶を失った。口調も本来とは大きく異なり、ノリが軽く口癖も「○○だな、これが」に変わっており、『A』主人公バージョン前半に近い状態となっている。また、ややスケベな面もある。本編では披露する機会のなかった体術とトンファー状の武器「ミズチ・ブレード」で戦う。シュラーフェン・セレストに現れたあと、ファントムを見て「ゲシュペンスト…?」と呟いたことから10年戦争との関連を疑ったハーケンと交戦。その後はアルフィミィ共々ツァイト・クロコディールに保護されていたが、記憶の手掛かりを求めてイメージに残るネバーランドに出向き、そこで一行と合流。その後の道中ではシャドウミラー関連の機体やWシリーズ、ナハトを見るたびに記憶が徐々に回復していき、ネバーランド前部では、自爆を強制されたアシェンをラミア同様「麒麟」によるDTD強制起動で救出する。しかし、記憶が完全に戻るのはエピローグでの再転移直前であり、その際にハーケンに真実を伝えようとしていた（本人に止められたが、ハーケンはそれで事実を察した）。エンドレス・フロンティアでの出来事は全て覚えており、神夜に「不埒でした」と指摘されて狼狽えていた。
記憶を取り戻した後は、全く異なる種族や文化が混在しながらも共存し、修羅すらも新たな世界の一部として受け入れたエンドレス・フロンティアを、シャドウミラーが目指した「混沌による調和」のひとつの理想形と捉えており、『第2次OG』においてもそれを回想している。
『OG』シリーズに登場するにあたり、当初は『OG1』でアクセルを隠しキャラとして登場させる案もあったが没となった。これについては公式ブログで、アクセルが『OG2』で敵として登場した理由（「キョウスケとの夢の対決（？）」のため）と共に説明されている。
なお、キャスティングについてはプロデューサーの寺田貴信が「アクセルの声は悩んだが、自分の中のイメージに従った」と語っており、『OGs』で声優を神奈延年に決定する際にアクセルの設定を担当した森住惣一郎に確認を取ったところ、「実は自分もそのイメージで考えていた」と快諾されたというエピソードがある。
専用BGMは「DARK KNIGHT」（『A』主人公時および『OG』本編。北米版『OG2』での曲名は「The Dark Knight」）、「MACHINE SOUL（Ver.OG）」（『OGs』での最終決戦時）、「極めて近く、限りなく遠い世界に（Ver.OG）」（『OG』本編のイベント）、「DARK KNIGHT（Ver.EF EXCEED）」（『EXCEED』）、「極めて近く、限りなく遠い世界に（Short）」（『EXCEED』）。

### レモン・ブロウニング
Lemon Browning
声：水谷優子
初出は『スーパーロボット大戦A』。シャドウミラーの幹部で、アクセルの恋人。人造人間部隊「Wナンバー」の生みの親であり、機動兵器開発なども行っていた。退廃的な雰囲気を持っており、真面目な問いをはぐらかしては、相手をからかうようなことをしていた。ただしいい加減な人間でもなく、部下・上司・同僚問わずシャドウミラー内での信頼度は高いようで、ヴィンデルやアクセルらの相談役のような役割も担っていた模様。特にWナンバーにとっては母親のような存在であり、ラミアは裏切った後もレモンのことを気にかけていた。アクセルも記憶喪失時に最初に口にしたのがレモンの名前だったり、最期の時には脱出するよう促していたことから、その人柄がうかがえる。Wナンバー製造の最終目的は、完全な自我を持たせることだが、戦争の道具として使う人形に人間性を持たせることに矛盾を感じてもいた。敵対後のアクセルとは互いに割り切ったような態度を取っていたが、最期の時には「もし戦争がないところで、出会っていたら…」と本心を告げようとした。
最終ステージで出撃するが、作戦目的が「ツヴァイザーゲインの破壊」であるためレモンを撃墜しなくてもクリアは可能。その場合、クリア時の主人公の自爆の直前にレモンの台詞も用意されているが、その後のEDに変化は無い（主人公の台詞から、死亡したことになっている）。
『OG2』では、レモンの正体は平行世界のエクセレンである。一度シャトル事故で死亡し、エクセレンの両親が人造人間のマテリアルを使って蘇生させようとしたが、記憶と人格までは甦らず、レモンが「生まれた」という設定となっている。ゲーム中では最終決戦時にエクセレンがレモンを撃墜した時にこのことが明かされ、エンディングの会話が若干変化する。アクセルにはエクセレンのことを「死んだ妹」と語っていた。なお「こちら側」のエクセレンもレモンと同様の事故にあって一度死亡しているが、事故の原因となったアインスト側に蘇生されており、その際のデータで誕生したのがアルフィミィである（詳細はそれぞれの項目を参照）。
『OGs』の「向こう側」では、地球連邦軍特殊兵装技術研究所に所属する科学者であった。エクサランスの時流エンジンに興味を持ち、ラウルらに援助を打診していたが面会を断られている。
『無限のフロンティア』本編にもWシリーズの製作者として名前が登場する。
搭乗機は『A』ではアシュセイヴァーまたはアンジュルグ（主人公の搭乗機で決まる）。『OG2』ではアシュセイヴァー1号機、『OGs』ではアシュセイヴァーのカスタム機であるヴァイスセイヴァーに搭乗（第3話のイベント部分（GBA版『OG2』におけるプロローグ部分）でのみアシュセイヴァーに搭乗している）『AP』では主人公機に関わらずヴァイスセイヴァーを使用する。

### ヴィンデル・マウザー
Vindell / Vindel Mauser
声：梅津秀行
初出は『スーパーロボット大戦A』。パラレルワールドの連邦軍特殊部隊、「シャドウミラー」部隊長。階級は大佐。「向こう側」の世界で異星人らとの戦争後、平和の名の下に世界がゆっくりと腐敗していく様を憂い、「戦い続けることで人類は進化する（腐敗しない）」という「闘争の世界」を目指して戦争を引き起こした張本人。世界の壁を越える次元転移装置を開発、その完成を機にあらゆる世界に戦争の火種を撒き、闘争によってのみ支配される世界を作ろうと目論む。各組織にスパイを送り込み、暗殺や情報の操作で様々な戦争を起こすに至った。「向こう側」にて敗北の原因となった部隊（に対応する）ロンド・ベル隊に主人公を潜入させ、降伏寸前に追い込んだり、次元転移装置を爆弾化した次元転移弾などで危機に陥れるも、主人公が裏切り失敗に終わる。この後の戦争の操作も阻まれ、組織も追い詰められるが、完成に至った次元転移装置で小惑星基地アクシズを地球の目前に転移させ、アクシズ落としで地球を壊滅の危機に陥れる。しかし戦いの中、主人公に転移装置を組み込んだ乗機・ツヴァイザーゲインを次元転移弾として使われ、アクシズを消滅させるために自らの機体を自爆させられて最期を迎えた。
ヴィンデルの提唱する「闘争の世界」とは、それによって失われる生命、資源、文化の被害について一切考慮しないという机上の空論ではあったが、「戦争によって文明は進化した」といった点や、平和によって戦いの場を失った者たちにとっては彼の思想は救いだったのか、部下たちからの信望は篤かった模様。ただしヴィンデル自身が信念以前に戦いそのものを楽しんでいる節があり、その点をレモンからは「闘争を望んでいるのは我々シャドウミラーではなくヴィンデル自身」と指摘されている。しかし転移後の世界では、『A』ではギガノス帝国やマリーメイア軍、ベガ星連合軍などと手を結んだが、それらの組織とは「利用し、されるだけの関係」に留まった。『OG2』でも彼の思想に理解を示して協力関係を結べたのは、イーグレット・フェフとリー・リンジュンの二人のみだった。ただしリーについては不甲斐ない上層部と・軍規よりも人情を優先する士官学校の同期であったテツヤ・オノデラを擁するハガネ隊への当てつけから地球連邦軍を抜けたかった矢先の出来事で、リーの意向を有耶無耶に受け入れた側面もある。 
『OG2』では次元転移装置はシステムXNのコアと設定されている。完全な制御にはギリアム・イェーガー（ヘリオス・オリンパス）を必要としていたため、彼を付け狙っていた。最後はギリアムとラミアによって因果地平の彼方へ飛ばされた。
ヴィンデルはWナンバーをあまり信用していなかったが、アクセルに対しては強い信頼を寄せていた。『A』でアクセルを主人公にした場合、彼の裏切りに対して相当怒りを感じていたようで、終盤の戦いをアクセルに対する「復讐」と語っていた。
搭乗機はツヴァイザーゲイン。専用BGMは「CHAOS」（『A』ではシャドウミラー幹部全員がこの曲）、「CHAOS（Ver.A-PORTABLE）」（『AP』ではシャドウミラー全員がこの曲）。

### その他の人物
マルティン・ロメロ
『OGクロニクル』に登場。クエバス方面DC残党に所属していたが既に戦死している。妻のバルバラ、息子のティモがいる。
「向こう側」の世界ではシャドウミラーに所属しており、ベーオウルフ戦にて足を取られたアクセルのアシュセイヴァーを庇い戦死した。搭乗機は量産型ゲシュペンストMk-II。
バリソン（Barrison）
『OG2』にて名前だけが出てくる人物。バリソン隊を率いていたが「向こう側」の世界でアクセル達が転移する前に連邦軍と交戦して通信が途絶えた。『OGs』ではレモンにそれを伝えられたアクセルが驚いていることから、彼からも信頼されていた模様。
リー・リンジュン
『OG2』から登場。地球連邦軍のシロガネ艦長だったが、エキドナに艦ごと捕らえられた後、ヴィンデルの思想に共感してシロガネもろともシャドウミラー側に付くことになる。『OGIN』ではシャドウミラーに付かない。詳細は地球連邦軍を参照。

## Wシリーズ
W Series
レモン・ブロウニングによって生み出された人造人間の総称。潜入任務用の（ハーケンは例外）個人名を持つ「Wナンバー」はその中でも優秀なもので、人造人間といっても、特に後期のWナンバーは外観は人間のそれと区別がつかないほど。ある程度自分の意思も持っており、ラミアのように完全に自我を得た者もいる。
『OG』では「向こう側」のエクセレン・ブロウニングの父が作った人造人間がベース。18体のうち名前が判明しているのは、W00=ハーケン・ブロウニング、W03=ピート・ペイン、W05=ギムノス・バシレウス、W06=カルディア・バシリッサ、W07=アシェン・ブレイデル、W10=アークゲイン、W15=ウォーダン・ユミル、W16=エキドナ・イーサッキ、W17=ラミア・ラヴレスの1人+8体。その後製作された量産型Wシリーズは、自分の意思は持たないようである。
基本的には任務の遂行を第一に考え、それ以外のことはなるようになる的な考え方をしているため、良く言えば生真面目、悪く言えば融通が聞かない性格をしている。ただし、上記の人物の一部に関してはある程度自分の意志も持っているため、任務の遂行を放棄して意志を貫く描写が見られる。その他、独り言を言っている場面もある。宇宙空間での活動も可能で『OG』のOVAではラミアが宇宙空間に生身で投げ出されているが無事だった。
『OGs』ではW00からW10までのWナンバーズはシャドウミラーの作戦行動の基本たる「機動兵器による戦闘」には完全に不向きであるため、プランEFに限定して行動すべくトライロバイト級に乗って転移を試みたが、行き着いた先はOG世界の地球ではなく23年前のロスト・エレンシアとフォルミッドヘイムだった。

### 初期型Wシリーズ
W00よりW10までの試作11体が該当する（正確な意味ではW01から）。W00のみ、人工授精によって優秀な人間を作るというコンセプトで製作されたために完全に生身の人間であるが、W01以降はPT操縦技術を考慮していない直接戦闘型アンドロイドとして構成されている。方向性は実に様々なもので、W06やW07など身体・感情の両要素を一から構築するタイプと、W05のような他者の人格で駆動するタイプが在る。またW10のように、潜入任務などを考えない完全な戦闘用の機動兵器タイプも存在する。量産型も存在し、両腕がレーザー、ミサイル、バルカンなど銃砲になっているのが特徴。W10のみ、『無限のフロンティア スーパーロボット大戦OGサーガ』で調整ベッドが存在しないが、『EXCEED』でアークゲインのことだったことが判明。

#### ハーケン・ブロウニング
Haken Browning
声：檜山修之
初出は『無限のフロンティア スーパーロボット大戦OGサーガ』。同作の主人公であり、Wシリーズ唯一の生身の人間。製造ナンバーは「W00（ダブリュー・ゼロゼロ）」。PTの操縦技術を先天的に刷り込ませてあり専用PT「ゲシュペンスト・ハーケン」とセットでの運用が想定されていたが、成人になるまでは普通の人間と同じように育成する必要があり、即戦力としては期待できないため、計画ごと凍結されてしまった。
その後、プランEFの発動時、冷凍睡眠状態のままネバーランドに移送。次元転移の失敗でエンドレス・フロンティアに落着して大破状態の後部からアシェン共々ジョーンによって発見され、息子として育てられた。
エンドレス・フロンティアには搭乗できるPTがないため本来の才能は発揮できていないが、生身の戦闘においても専用武器「ナイトファウル」等を用い、またゲシュペンスト（ファントム）やナハト、アーベントといった複製PTとのコンビネーションにも抜群の冴えを見せ、アンドロイドである他のWシリーズにも引けを取らない力を発揮している。なお世界統合後、ネバーランド後部に存在した調整カプセルを始め、全てのデータはハーケン自身の手によって破棄されたが、バックアップデータが保存されており、後にピートがそこから情報を得ている。自身がWナンバーであることをどこかで意識しているらしく、他のWナンバーを「兄弟」と呼ぶ。
『EXCEED』でアクセルとの別れの際、記憶の戻った彼から「本当の親のことを知りたくないのか」と聞かれた際、アクセル・レモンと自分の関係を薄々気付いているかのような含みで、「今の父親の誇りがあれば十分」と知ろうとはしなかった。
その後『OGMD』にてOGシリーズ本編にも登場。第1作目『プロジェクトクロスゾーン』終了後にゼンガーを「こちら側」の世界に戻そうとしたところ、次元転移装置の暴走によってゼンガーだけでなく自身もアシェンと共に「こちら側」の世界に転送される。その時デブデダビデと交戦中だったためクロガネに収容されたところ、格納庫にファントムそっくりなゲシュペンシュト・ハーケンを発見、それに乗り込んで加勢して、その後は地球の現状を教えられると共に自身もエンドレス・フロンティアに帰る手段が見つかるかもしれないという意図からパイロットとしてクロガネ隊に加る。地球のクロスゲートを使えば帰還できるかもしれないと当初は考えていたが、地球のクロスゲートが災厄を招くものであることを見て地球のクロスゲートの破壊に協力、エピローグでは帰還方法を見つけるまでとしてそのままクロガネ隊預かりとなった。シャドウミラーとの関連はハーケン自身や周囲には教えられなかったものの、彼がブロウニング姓であることとWシリーズであるアシェンと同行していることから、エクセレンたちからは彼もWシリーズおよびレモンの関係者であることを察知されていた。
メインとなる搭乗機体はゲシュペンシュト・ハーケンだが、ヴァイサーガなどシャドウミラーで運用された他の機体にも乗り換えが可能となっており、さらにナハト（ゲシュペンストMk-III）に相当する機体であるアルトアイゼン・リーゼも操縦が可能となっている（アーベント（ゲシュペンストMk-IV）に相当するライン・ヴァイスリッターはエクセレン専用で他者は乗り換えできない）。
専用BGMは「All Correct!」（『無限』）、「All Correct!（Ver.EF EXCEED）」（『EXCEED』）、「OK? All Correct!」（『EXCEED』での必殺技使用時）。

#### ピート・ペイン
Pete Pain
声：中村悠一
『EXCEED』からの登場。コードナンバーは「W03（ダブリュー・ゼロ・スリー）」。ハーケン・ウォーダン・ギムノスを含め、数少ない男性型。他のWナンバー（生身のハーケン除く）の制御を乗っ取る専用特殊コード「コードPTP（PLAY THE PUPPET）」を搭載しており、戦闘では刀身の発射機構を備えたナイフ「カリング・ブレード」、両腕部の超振動発生装置「フェアリー・ガスト」によって戦闘を行う。課せられた任務は「緊急事態におけるシャドウミラー関連施設・機動兵器・全Wナンバー、およびそれらのデータの完全抹消」。
「無限」の時点では裏で機密保持のため動いており、世界統合後にネバーランド前部に出現、ナハトとアーベントを奪取（ナハトは直後に暴走を起こして制御を離れたが）。その後出現した後部では、コードPTPによってアシェン、カルディアを制御下に置き、戦闘を挑んできたが敗北。二人に自爆を指示して逃走。アシェンの方はアクセルの機転によって救出されたが、この行いは後々までハーケンの怒りを買った。バレリアネア塔での敗戦後、アークゲインの発信機を辿り、アグラッドヘイムに突入したハーケン達の前に出現。機密保持の指令実行のため戦いを挑むもまたしても敗北。損傷度の規定値突破によりもう一つの指令に従い、W00であるハーケンに指揮権を移譲。その道を開くべく、隔壁の前でコードATAを実行して任務を終了した。散り際、自爆を止めようとしたアクセルに、もしレモンに会ったら「感謝する」と伝えてもらいたいと言い残していた。戦闘BGMは「招かれざる異邦人（エトランゼ）」「戦う者たちの思惑」。
他のナンバーに比べると記憶を多く残しており、自身に課せられた任務も記憶していたが、アクセルを目の前にしても無反応だったことからすると肝心な部分のメモリーは消失しているらしい（ただし、最期にレモンへの遺言を託した相手はアクセルなので、ある程度メモリーが戻っていたとも解釈できる）。前述の通り非常に重要な任務を負っていながら、仕掛けるだけ仕掛けて結果を確認せずに撤収し、あとで手違いに驚く、といった詰めの甘い部分が散見された。

#### ギムノス・バシレウス
『EXCEED』からの登場。コードナンバーは「W05（ダブリュー・ゼロ・ファイブ）」。世界統合後に何者かによって奪取され、行方不明になっていたが、後にアグラッドヘイムの王「ガグン・ラウズ」の魂を宿した状態で登場。他者のパーソナリティを移植することを前提とした非人格タイプで、デフォルトでは機械的な思考すらない。後継型はウォーダンであり、外見は彼そのものである。スレードの斬艦刀に似た大太刀「ヴェセル・スライサー」を装備しているが、本来のものかガグンの武器かは不明。その他、腰部にリニア・ミサイルランチャーと背部にスラッシュ・リッパー、両腕にヘビー・マシンキャノンを装備。また、ウォーダン同様常識外れに頑丈らしく、ヴェルトバオム起動の衝撃にも耐えられる程。後にガグンにより、人型機動兵器「スヴァイサー」へと変貌している。

#### カルディア・バシリッサ
Kaldia Basirissa
声：鈴木麻里子
初出は『無限のフロンティア スーパーロボット大戦OGサーガ』。シャドウミラーの特殊部隊「Wナンバー」の一員で、初期に作られた人造人間の一体。アークゲインとよく似た武器（腕部にスザク・ブレード、脚部にピアレス・アックス）を装備しているため、アークゲインが「W00」と誤認される原因となった。製造ナンバーは「W06（ダブリュー・ゼロ・シックス）」。
課せられた任務は「W00がある条件を満たさなかった場合に機密保持のため抹殺する」ことであった。しかし、カルディア自身はティンク・アベルの破損に伴ってその条件を忘れてしまい、最終的に思いだすことのないままハーケン達と戦い、機能を停止した。『EXCEED』ではネバーランドにそのまま放置されており、鞠音によって調整が行われていた。だが、途中で再起動し、アシェンと戦闘に陥る。しかし、メモリーの大部分が破損しており、指令どころか同じWナンバーであるアシェンのことすら忘れていた。最後にはピートによって捨て駒に使われ、コードATAによって爆散した。

#### アシェン・ブレイデル
Aschen Brodel
声：清水香里
初出は『無限のフロンティア スーパーロボット大戦OGサーガ』。シャドウミラーの特殊部隊「Wナンバー」の一員で、初期に作られた人造人間の一体。製造ナンバーは「W07（ダブリュー・ゼロ・セブン）」。ラミアの元となっており、アシェンとラミアのみにコードDTDが搭載されている。ラミアとは別の形での、「Wナンバーの可能性」。
ラミア同様言語機能に問題があり、かつ毒舌の方向にシフトしている。また、コードDTDを使用すると毒舌はそのままに明るく陽気な性格になる。ラミアとは違い、アンドロイドであることに対して「それ以外の何にもなれない」と割り切っている。勝利時の掛け合いでは、「アンドロイドの心」について問うたKOS-MOSに対し、「それがプログラムでも私は構わない」と言っている。
アシェン本人は指令どころか自身がシャドウミラーの一員であることすら忘れていたが、課せられた任務は「W00の護衛」だったため、ハーケンが幼少時から側で面倒を見てきたアシェンは結果的にそれを果たしていたことになる。
20年以上人間と関わって生活していたためかジョークを交えて会話をしたり、意図的にコードDTDを使って口調を変化させたりと、ラミア含む他のWナンバーと比べても随分と人間らしい。行動面でもデータ収集を人任せにしたりロックのかかった扉を「暗号を調べるのが複雑で面倒」と言って力ずくで打ち破ったり未知の戦艦の主砲をデータを取らずに勘で発射してしまったり、自分でも出来る解析をKOS-MOSに押し付けたりとルーズなところも多く、「ポンコツ」呼ばわりされている。
『EXCEED』ではオルケストル・アーミーに出向しており、調査任務に出向いていた。途中でハーケン達と合流し、ピートやカルディアなど、Wナンバーと戦闘。その中でピートの「コードPTP」にかかって敵にまわってしまい、敗北後にはコードATAによって自爆を強制される。だが、『OG外伝』でのイメージが甦ったアクセルにより、ラミア同様「麒麟」による外部からのDTD強制起動によってATAがキャンセルされ、惨劇は回避された。その直後からプログラムの自動更新が行われ、PTPに対する自動防御が設定された。同じくWナンバーであるギムノス、カルディア、ピートの3体（前作で破壊したアークゲイン1号機を含めると4体）を結果的に破壊しており、同型機同士で壊し合うことに悲哀を感じている。エンドレスフロンティアでコウタと出会った際にラミアと間違えられた彼女であるが、その時の会話でラミアを知っているようなところがある（装備品にもラミアの服がある）。なお、本作ではスラッシュ・リッパーを装備している。
『OGMD』では、ハーケンと共に「こちら側」に転移されて、クロガネの格納庫にあったゲシュペンシュト・ハーケンをデータからファントムの元データに限りなく近く作られたレプリカだと特定、そのままゲシュペンシュト・ハーケンのサブパイロットとして搭乗する。必殺技「フェニックス・ショウダウン」の際はゲシュペンシュト・ハーケン機外に飛び出して、コードDTD状態で敵機にリボルバーナックルとグラスヒールを繰り出す。同作にて妹であるラミアと対面して、シャドウミラー時代のデータが破損しているアシェンにとってはこれが事実上の初対面となる。アシェンはラミアに対して姉様と呼ぶように言っており、アシェン側も毒舌交じりでありながらWシリーズの生き残りであるラミアを家族として見ていることがうかがえる。
専用BGMは「ASH TO ASH Ver.EF」（『無限』）、「ASH TO ASH (Ver.EF EXCEED)」（『EXCEED』）、「ASH TO ASH Burst」（『EXCEED』での必殺技使用時）。

#### アークゲイン
ハーケン達の前に立ちふさがる、ソウルゲインに似た戦闘ロボ。詳細はアークゲインを参照。コードナンバーは「W10（ダブリュー・ワン・ゼロ）」。専用BGMは「DARK KNIGHT (Ver.EF)」。

### 後期型Wシリーズ
W11以降が該当する。初期型の身体能力の高さはそのままに、人間と寸分違わぬ外見と機動兵器の操縦技術を身につけている。

#### ウォーダン・ユミル
Wodan Ymir
声：小野健一
初出は『OG2』。メイガスの剣と名乗り、ゼンガー・ゾンボルトと声やたたずまいが良く似た、仮面を被った謎の男。その正体はシャドウミラーの特殊部隊の一員で、「向こう側」におけるベーオウルフに対抗するため、ゼンガーのデータを基に造られたWナンバーである。仮面の下にはゼンガーと同じ顔を持つ。製造ナンバーは「W15（ダブリュー・ワン・ファイブ）」。
試作型のギムノス同様、デフォルトでは己を持たない非人格タイプで、ゼンガーの性格をそのままトレースした状態で仕上げている。そのため他のWシリーズとは違い感情が多少豊かであるが、精神を安定させるためにアースクレイドルで調整を行わなければならないという欠点もある。また、かなり頑丈らしく、コックピットにアルトアイゼンの「切り札」の直撃を受けたにもかかわらず平然としており、キョウスケを驚愕させた。
目的意識を啓発すべく「ゼンガーを倒せば真のメイガスの剣となる」と吹きこまれており、ゼンガーとの決着に執心したのはそれが理由。後にイーグレット・フェフがソフィアの意識をメイガスに接続したことがきっかけで、メイガスと定期的にリンクしているウォーダン自身にもソフィアに対する心情（ゼンガーのそれが転写されたものらしい）が芽生え、それを起点としてW15ではなく「メイガスの剣」たる「武人ウォーダン・ユミル」としての自分自身を確立することに成功する。
ノイエDCとの決戦時にはアースクレイドル入り口の守備につき、ゼンガーの駆るダイゼンガーと壮絶な戦いを繰り広げた末に敗れ去る。最後はソフィアを開放すべく、捨て身の特攻を行い（『OGs』では「斬艦刀・星薙の太刀」で）イーグレットと量産型マシンナリー・チルドレンを道連れに死亡した。半壊した仮面の下に在った素顔はゼンガーと同じであった。その最期に対し、ゼンガーは彼を「メイガスの剣ではなく、ソフィアを護る剣」と評した。『OGIN』ではメイガスに組み込まれたソフィアを救出してゼンガーに託すと、マシンセルの制御が失われ崩壊していく機体と共に死亡した。
目的を「強敵との戦闘」一つに限定されており、潜入任務などは考えられていない。
搭乗機はスレードゲルミル。専用BGMは「THE GATE OF MAGUS」。

#### エキドナ・イーサッキ
Echidna Iisakki
声：鈴木麻里子
初出は『OG2』。シャドウミラーの特殊部隊「Wナンバー」の一員で、ラミアより前に作り出された人造人間。製造ナンバーは「W16（ダブリュー・ワン・シックス）」。ユウキ、カーラらと供にDC側の人間としてハガネ・ヒリュウ改らと交戦し、シロガネ拿捕などの作戦を実行した。最後はネビーイームでの決戦時に、搭乗していたラーズアングリフでアクセルのソウルゲインを庇い、乗機共々爆散した。レモンから言い伝えられた指令を最後まで全うしたが、最後にはレモンの命令だけでない“自分の意思”を見せていたような節もあり、散り際にはそのことに対し酷く当惑している様子を見せた。この行動に対しアクセルは『OG2』では、キョウスケとの対決を邪魔されたことに憤っていたが、『OGs』では最後に自我らしき物を見せたエキドナを仲間と呼んだ。
『A』には登場していないが、ラミア主人公時の宇宙ルートでは、エキドナに相当するW16がバームとの会談を失敗させるために動いたことが判明している。またアクセル主人公時には、この指揮を取っていたのがアクセルである事実も明かされる。
左肩に赤いタトゥーのような模様を持つが、ラミアのものと図柄は異なる。搭乗機はエルアインス、ランドグリーズ、ラーズアングリフ2号機。『OGIN』ではアンジュルグ・ノワールも使用する。

#### ラミア・ラヴレス
Lamia Loveless
声：清水香里
初出は『スーパーロボット大戦A』。レモンによって生み出された人造人間「Wシリーズ」の最新型であり、「Wナンバー」の一人。ナンバーは「W17（ダブリュー・ワン・セブン）」。緑がかった銀色の長髪に緑色のスーツが特徴。左肩に赤いタトゥーのような模様を持つ。このマークは後にラミア専用のガーリオンにもペイントされている。レモンによれば、任務の達成率だけならばアクセルを上回り、実力、容姿、スタイルの全てにおいて完璧であるとのこと。
当初はあまりに兵士らしくない部隊メンバーの態度に対し、疑問を感じるとともに、自身がその影響を受けてしまうことを恐れていた。しかし、「兵士から任務を取ったら何が残る?」という問いに対し「人間が残る」と言われたことに強い衝撃を受けるシーンも。再合流ののち、スパイであった彼女を仲間として受け入れるような自軍の「甘さ」を、自分自身が受け入れていることに気づくが「不思議と嫌な気分ではない」と感じている。
スパイ活動のためか、格闘家同士のケンカに割って入り攻撃を捌こうとするなど戦闘技術も持ち合わせている。結果的に失敗してダメージを負ったが、その際に治療を受けながらも人造人間だと悟らせなかった。また人間同様に食事を取れ、きわめて人間に近い内部構造を持つのか、食べた料理が原因で機能不全まで起こした。しかし人間の目はごまかせても動物的感覚まではごまかせないようで、普段は人に向かって吠えかかることのない犬の千代錦がラミアに向かってしきりに吠えかかる一幕がある。筋力も高いらしく、『OGIN』ではトレーニングマシンを破壊する描写がある。番号が17である理由は寺田P曰く「鉄人の番号は17番か28番が決まりだから」とのこと。
巨乳であり、『A』では神隼人、『OG2』ではタスクなど一部のキャラクターからは「ボインちゃん」と呼ばれるが、本人は「こんなもの重いだけ」と思っている。なお、『無限EXCEED』には彼女の服が防具として存在し、アシェンからはコウタとの会話の際「無表情ボイン」と評された。
作品やプレイヤーの選択によって大きく性格や立ち位置が変わるので、個別に説明する。
『A』主人公
戦争で父親を失い、形見となった謎の起動兵器で仇を討つために連邦軍に入隊する。しかし、その正体はシャドウミラーのスパイである人造人間。任務を遂行することを至上とし、自身が戦争の道具であるということに何の疑問も抱かなかったが、潜入したロンド・ベルでの仲間との交流により戸惑いながらも次第に人間性を得てゆく。最終的には部隊を救うために、与えられていた命令を無視し、自爆する。その後レモンによって回収されるが、芽生えた「ラミア・ラヴレス」としての自我を尊重した彼女の手引きでシャドウミラーを離脱、今度は自らの意思で部隊と再合流する。
同主人公のアクセルをライバル視しており、彼との決着を付けようとするが「裏切り者に隊長と呼ばれる覚えは無い」と言われながらも、最後まで隊長と呼ぶのを止めなかったり、最期の時には脱出するよう説得するなど、単なる敵対感情だけではなかった模様。アクセルの最期の時「俺は自ら望んで人形になったが、お前は何になることを望む?」という問いに対し「Wナンバーの1体ではなく、何者かになること」という望みを口にした。
基本的には他のWシリーズと同じく生真面目で冷静な性格であるが、自我を自覚し始めてからは多少の変化がうかがえる。また、次元転移の影響で言語機能に障害があり、敬語をうまく喋ることができないが、レモンに回収された際に修復されている。エピローグでは言語故障時の真似をするなど人間的なユーモアを見せている。
乗機はアンジュルグ、ヴァイサーガ、アシュセイヴァー、ラーズアングリフの中から1機選択。
『A』では、能力面でのアクセル（主人公）との差は格闘・射撃の数値が若干違う程度であったが、『AP』では精神コマンドにも違いがある。
なおスーパー系、リアル系に関わらず強化人間の特殊技能を持っている。
『A』ライバル
Wシリーズの一人、最新型のW17として、シャドウミラーの任務をこなしていく。主人公バージョンとは違い、まったくと言っていいほど感情を表に現さなかったが、アクセルを相手にすると聞かされて不適に笑い（レモンから滅多に笑わないのにと驚かれた）対峙した際にも「倒しがいがある」などと任務に関係なく葬ろうとするなど、戦うことに喜びを持っているかのような反応を見せている。「自分達のようなものに居場所はない」というシャドウミラーを否定した言葉に対しても、自分達Wシリーズの存在を否定している、と口を挟んだ。また、敵対したアクセルを本当に倒してもいいのかどうかとレモンに対して尋ねたりするなど、命令に従うだけではないなにかを見せかけてはいた。しかし、最期には自分が死んでも戦況に変化はない、と全く感情を現さず、与えられた命令をただこなすための人形として散っていった。
『OG2』『OVA』
基本は『A』主人公と同じで、ATXチームにアンジュルグのテストパイロットという肩書でスパイとして入り込む。エクセレンから「エクセ姉様」もしくは「姐さん」と呼ぶように言われて従ったが、正体を明かしてからもそう呼び慕っている（ただし、心中の台詞においては「エクセレン」と呼び捨てにしている）。なお外見上の年齢は20歳前後なので、一応正しい呼ばせ方ではある。また、『A』とは違い、自分以外のWシリーズが存在するため、彼らが自我を見せつつ死んで行くのを見て憐みの表情を浮かべることもある。『OG2』での戦後は新たに少尉に任官し、新生特殊戦技教導隊に所属していたが、バルトール事件に巻き込まれ、生体コアとしてバルトールに組み込まれてしまう。しかし、キョウスケの一か八かの賭けによって救出される。搭乗機はアンジュルグ、進行次第でヴァイサーガまたはアシュセイヴァー3号機が追加される。なお、PT・AMなど汎用ユニットにも乗換が可能。
『OGs』以降の『OG』シリーズ
基本は『OG2』と同じだが、いくらか設定が変わっている。アクセル相手の性能テストで、唯一引き分けに持ち込んだWナンバーである。以前のシリーズ以上に症状が悪化しており、正確に台詞を読もうとすると一苦労するほどである。また、完全に修復することによって自我に影響が出ることを危惧したレモンが、多少の調整を行うだけにとどめたため、稀に以前のような喋り方が出てしまうことがあるが、部隊のメンバーからは「特徴があって良い」「かわいい」などと認識されているようだ（時折アシェンの台詞や無駄に丁寧な言葉遣いが出る）。とはいえ、人間の感情の機微にはまだ疎く、アクセルに嘘をあっさりと見抜かれている。ユーモアなどの感性も、理解しようとはしているようだが、ジョークや物の例えを言葉通りに受け取ってしまい、結果的に的外れな行動をとっている場合があるなど、前途多難である。バルトール事件ではバルトールに組み込まれた後、生存が確認されキョウスケにより助け出されるが、直後にヴァルシオン改・タイプCFに不意打ちをされて生死不明となった。
その後、デュミナスに回収され洗脳された状態で復活し、バルトールの制御のためのコアにされてしまう。このときは機械的な口調に変化しているなど『A』における敵仕様のラミアに近い。また、キョウスケたちをコードATAに巻き込んで始末しようとするが、アクセルのコードDTDを外部から強制的に引き起こすという一か八かの賭けで救出される（この際の一連の会話は、『A』における敵バージョンのラミアの最期の再現)。修羅やデュミナスとの決戦では以前の上司やWシリーズを否定するところがあり、以前の面影はなくなっている。『OG外伝』よりコードATAの他に、彼女とアシェンのみ強制オーバーヒートを起こすコードDTDが搭載されているという設定が追加された。レモンによるとアシェンはラミアの姉のようなものであるとのこと。なお、ラミア自身はアシェンのように自らコードDTDを発動させる描写は今のところはない。また、アシェンのようなコードDTDでおこる二重人格的な要素があるのかも不明（ただし『第2次OG』ではファントム・フェニックスまたは奥義・光刃閃発動時にテンションの高い口調になることもあり、戦闘時のセリフで「プロト・コード」と呼ばれるプログラムが介入しているらしい）。
『無限のフロンティア』のドラマCDでは、転移前に休眠状態のアシェンをレモンから見せられて姉だと教えられたが、当時まだ自我が無かったラミアは冷淡な反応をするだけだった。『OGMD』ではこの設定を反映してアシェンを見たことがあるとなっており、彼女のことも覚えていた。アシェンからは姉様と呼ぶよう言われており、ラミアもアシェンを姉だと認知しているが、自分以上に人間的自我を確立しておりかつ自由奔放なアシェンの言動にしばしば振り回されている。
搭乗機は『OG2』の3機および、ガーリオン（白）。バルトール制御コアにされている間はバルトール、ヴァルシオン改・タイプCFに搭乗する。
北米版『OG2』
国内版『OG2』と同一だが、言語機能の異常は「something-ing」「understa-and」といったように、奇妙な箇所で言いよどむという形で表現されている。また作中では人造人間という単語に「cyborg」という訳が充てられているが、正確にはアンドロイドである。
名前の由来はナイフ製作者「ロバート・ウォルドーフ・ラブレス」より。GBA版『A』では強化人間の特殊技能が設定されていたが、『AP』では設定が無くなった。
専用BGMは「ASH TO ASH」（北米版『OG2』での曲名は「CODE: ATA」）、「極めて近く、限りなく遠い世界に」（ヴァイサーガ）、「極めて近く、限りなく遠い世界に（Ver.OG）」（『OGs』、『OG外伝』でのイベント時）。『OG2』では隠しで「DARK KNIGHT」が選択可能。

#### 量産型W
Model W
声：西村朋紘
『OG2』に登場。ラミアやエキドナの兄弟とも言える存在。各種機動兵器や艦船の操縦を担当する。今までのWナンバーズとは違い、機械とわかる外見となっている。その操縦パターンはスクールで研究されていたものに近い。具体的な生産数は不明だが、作中では「MW2441」のナンバーをもつ個体が登場している。兵士としてはきわめて優秀で、シロガネの占拠では高い戦闘能力と学習能力を見せた。また、機体が撃破された場合はコードATAにより痕跡を残さず消滅する。
『無限』シリーズに登場した初期型は名前が「WR・○○」で統一されている。基本的には「レッド」「ブルー」「コバルト」など体色の名を冠し、強化装甲を装着した重装型もいる。中には、「ユミル」「ラヴレス」「イーサッキ」と、後期ナンバーの名を冠したものもいる。また、OGシリーズ本編には登場しなかった試験用機(緑色)、作業用機(カーキ色)なども存在している（先述の作戦用機と比較すると戦闘能力は低め）。ミサイルや銃器などの火器は身体に内蔵されているが、OGシリーズ本編の量産型Ｗシリーズも同様に火器を内蔵しているのかは不明である(Ｗシリーズ初期モデルをモデルに設計されたと考えた場合火器が内蔵されている可能性もあるが、OG2ではラミア・ラヴレスやエキドナ・イーサッキなどの後期モデルが登場した以降に初期ロットが生産されたとする描写がある)。
なお『OG2』でのデザインは、『スーパーロボットマガジン』に掲載されたスーパーロボット大戦αシリーズの外伝的ストーリーを描いた作品の「ロストチルドレン」に登場した量産型マシンナリーチルドレンと酷似していたが、『OGs』では「目」にあたる部分にアレンジが加えられており、量産型マシンナリーチルドレンとの差別化が図られている。

## 次元転移装置
『向こう側』においてシャドウミラーが有していた技術・装置。空間の転移による瞬間移動と平行世界への移動を可能とした装置でヴィンデルらがこの次元転移装置で平行世界へと転移したことが『A』の発端となった。空間転移装置、時空転移、とも呼ばれている。
作中では未完成のまま平行世界へと2000機以上の機動兵器を転移させたが、時空の捩れに巻き込まれて消えてしまい、実際に転移に成功したのは1割にも満たなかった（アクセルの記憶喪失やラミアの言語機能の異常などはこの時の転移の影響と思われている）。
この時に破損・異常を起こしたのか、後に復元したという装置をツヴァイザーゲインに組み込んだ際には転移は安定している。また、ツヴァイザーゲインは機体を分身させたような動きを行うが、これが組み込んだ転移装置によるものなの元々の能力かは不明。
作中で起動した際にはキャラクターらが転移の兆候を感じ取ったり、下記の転移弾の発動前には空間に歪みが感じ取れるなどの描写がある。
完全な装置の作成は困難と思われていたが、物語終盤に作中の技術を集めて完成に至り、小惑星クラスの質量を転移させ、大規模の部隊の次元転移も可能となっていた模様。
次元転移弾
次元転移装置を爆弾とした物で、物理的な爆発ではなく範囲にあるものを瞬間移動によって消失させる。レモンによると、次元転移弾が起動すれば半径50キロの空間を消滅させることが出来るとのこと。作中で二回使われているが、実際に発動したのは物語のクライマックスで主人公が完成した装置を転移弾として操作した時の一回。
一度目はツヴァイザーゲインに取り付けられた転移装置を外して転移弾とし、近くにいては逃げられないタイミングで起動させた。それでも空間転移だけは可能であり、それによってシャドウミラーは脱出。主人公らを葬り去ろうとした。
ヴィンデルは完成した装置を爆弾として使うことを惜しんで「邪魔者が消えた後でゆっくり造る」との発言しているが、アクセルなどは爆破を止める際に「基本的な構造は自分の知ってる物と同じ」と、装置の構造を理解していた。そこから、足りない・これから組み込む何かがあったはず、と予測し、完全な物であれば解除は不可能だった、とのこと。
『OG』では次元転移装置のコアはシステムXN「システムエックスエヌ」とされ、『A』の次元転移装置とは異なる。なお、元となった「XNガイスト」の読みは「ザンガイスト」。
『OG2』
「向こう」のテスラ・ライヒ研究所で開発（実際には修復）された空間・次元転移装置。オリジナルである「アギュイエウス」(Aguieus)と、それを研究して作られた「リュケイオス」(Lykeios)の2基が存在。「アギュイエウス」はシステムも含めて転移させられるのに対し、「リュケイオス」は大型化されているため、システム自体は転移出来ないが一度に多くのものを転移させることが出来る。「アギュイエウス」はギリアムとリンクした時に正常に動作するようになっており、その正体は『ヒーロー戦記 プロジェクト オリュンポス』に登場したXNガイストのコア部分である。ツヴァイザーゲインに搭載されていた「アギュイエウス」を取り戻したギリアムは二度と利用されないように、元の世界へ戻るという目的を捨てて自ら破壊した。
なお、コードは「アポロン」「ゼウス」「アギュイエウス」の3つが確認出来る。ほかにも『ヒーロー戦記』でギリアムがアムロ達を転移させた際には「アウフ・ヴィーダーゼン」と言っている。
『OGs』
「アギュイエウス」に関しては前述の『OG2』と同様。『OG2』ではその後「向こう側」からの後続が現れない状況からみて「リュケイオス」は自爆したと推測されていたが、無限のフロンティア・ドラマCDにおいて「リュケイオス」は最後の転移者であるアクセルの転移後、ベーオウルブズ隊長キョウスケ・ナンブ諸共自爆したことが明確になっている。
『OGIN』
長らくツヴァイに搭載されていることは分かっていたものの、どこに搭載されていたのかが不明であったシステムXN「アギュイエウス」がツヴァイ頭部にあったことが判明。これを利用してギリアムはヴィンデルを因果地平の彼方へと消し飛ばし、ノイヴォルフ追撃にも利用された（戦闘中はグランゾンが護衛を担当）。「リュケイオス」に関しては無限のフロンティアと同様の描写がされているが、その時アインストヴォルフに向けて放たれた玄武剛弾の一撃が、後の展開の伏線となっている。

## IF世界
『A』
異星人に占領されドラグナーを試作機で損失、ゲシュペンストが正式量産機となった世界。また『A』の世界と比べて主要人物がすでに死亡または行方不明（アムロ・レイなど）となっていたり、シャアがジオン総帥となって連邦と手を結んでいたなど、似たような世界であっても異なる歴史を辿っている。『A』では宇宙から降りてきた際に地球を懐かしんでいたアクセルが自分の世界と比較して自然の多さに驚いたようなセリフがあることから世界的な荒廃が起こっていた可能性もある。平和を隠れ蓑に政治が腐敗していった経緯やシャドウミラーが平行世界での情報を武器に立ち回っていたこと、作品が完結した主人公らのその後の顛末などから『A』の世界よりも数年程先のIF世界だったと思われる。
『OG』
DC戦争後の異星人からの侵略がバルマーではなくゾヴォーグであった世界。コロニー独立運動が弾圧され、エルピス事件でコロニー住民の大半が犠牲になった。ゲシュペンストシリーズがリオンシリーズと並んで連邦軍の主力となり、ヒュッケバインシリーズは試作のみで終わっている。「こちら側」で健在な人物が死亡していることがある（エルザム・V・ブランシュタインなど）。ラミアの発言によると襲来した異星人は先述のゾヴォーグ(ゲストの存在に関しては語られていない)であった。
転移時期はレリオンが配備されてない及び存在を知らないことから第二次OG相当前、修羅の乱相当の次期だと思われる（状況的に見て向こう側のシャドミラーの蜂起こそが修羅の乱相当だと思われる）。
一時は異星人に地球が占拠される事態が起きたことが語られており、任天堂ハードで主に展開されてきた旧シリーズと64の世界観もが合わさったような世界であることが窺える。

## 戦力規模
『A』ではオリジナルの機体以外にも、ジャブローで鹵獲したドラグーンや、ギガノス帝国のメタルアーマーやベガ星連合軍の円盤獣・ベガ獣など、手を組んでいた組織の機体も使用している。レモン曰く「台所事情が厳しい」とのことで、デュオに「寄生虫のような組織」だと評されている（逆に言えばシャドウミラー単独の力自体は大したものではないとトロワに分析されている）。ただし、兵士の数に関して言えば量産型Wシリーズの存在があるため規模は大きい。『OGs』では、ベーオウルブズに撃破されたバリソン隊のほか、オピネル隊、ガーバー隊、ノックス隊、ラコタ隊が存在する。
戦力の規模は作品によって異なる。
- 『A』でアクセルを主人公にした場合は「ゲシュペンストだけで2000機が転移したが、こちらに来られたのは1割に満たない」、ラミアが主人公の場合は「ゲシュペンストMk-IIだけで2096機が転移を行ったが、502機しかこちら側に辿り着けなかった」と語られる。残りは時空のねじれに巻き込まれ、消失している。
- 『AP』ではどちらでも「500機ほどが転移を行い、その半分ほどしかこちら側に辿り着けなかった」となっている。
- 『OG2』ではラミアの話によれば、ヴィンデルに賛同する他部隊の兵士やDC残党も加わり、連邦軍より奪取したASK系・RGC系の試作機やエルアインス、テスラ研で入手したSRG系・EG系などの機体、そしてシャドウミラーが元々所有していたゲシュペンストやリオン、フュルギアやソルプレッサなどを合わせ合計2096機だったが、転移の際に時空のねじれに巻き込まれ「こちら側」にたどり着いたのは502機だけであった。
- 『OGs』では構成こそ同じだが総数が減り、機体総数が496機、たどり着けたのは半分程度になっている。

なお、『A』世界におけるガイゾックは、シャドウミラーが「向こう側」から連れてきた存在である。ブッチャー等はガイゾック星人によって作られたロボットであるため、「だからヴィンデルは操ることが出来たということか?」と、主人公は推測したが、ブッチャーはそれを否定している。

## 使用機体

### 一般兵
- 量産型ゲシュペンストMk-II
- ガーリオン
- ランドリオン
- コスモリオン
- 量産型アシュセイヴァー
- 量産型ジガンスパーダ
- エルアインス
- ランドグリーズ
- ソルプレッサ
- フュルギア

### 戦艦
- トライロバイト級万能戦闘母艦
  - ギャンランド
  - ネバーランド
  - ワンダーランド
- ライノセラス
- シロガネ

### 指揮官機
『A』では選択した主人公機の機種によって、ラーズアングリフが一般兵の搭乗機として出現する。『OG2』でも、終盤でラーズアングリフが量産型Wの搭乗機として複数出現する。
- ラーズアングリフ
- アシュセイヴァー

### 専用機
『A』では選択した主人公機の機種によって、ソウルゲイン・ヴァイサーガ・アンジュルグが一般兵の搭乗機として出現する。
- ソウルゲイン（アクセル機）
- ヴァイサーガ（アクセル・ラミア機）
- アンジュルグ（ラミア機）
- ツヴァイザーゲイン（ヴィンデル機）
- ヴァイスセイヴァー（レモン機・『AP』『OGs』）
- アンジュルグ・ノワール（エキドナ機、『OGIN』）
- ゲシュペンスト・ハーケン（ハーケン機）
- アークゲイン
- スレードゲルミル（ウォーダン機『OG2』）